# Crenicichla frenata
Crenicichla frenata är en fiskart som beskrevs av Gill, 1858. Crenicichla frenata ingår i släktet Crenicichla och familjen Cichlidae. Inga underarter finns listade i Catalogue of Life.